# OSO 1
OSO–1 (Orbiting Solar Observatory) amerikai napkutató műhold.

## Küldetés
A program célja Napkutatás. A Nap elektromágneses sugárzásának vizsgálata az ultraibolya és a röntgentartományban, valamint az égbolt, a geokorona és az állatövi fény tanulmányozása.

## Jellemzői
Tervezte a NASA, építette Ball Brothers Research Corporation (BBRC).
Megnevezések: OSO–1 (Orbiting Solar Observatory); OSO A ; S-16 (Science); COSPAR:1962-006A (ζ1). Kódszáma: 255.
1962. március 7-én Floridából, a Légierő (USAF) Cape Canaveral rakétaindító bázisáról, az LC–17A (LC–Launch Complex) jelű indítóállványról, egy Thor–Delta (301/D8) hordozórakétával állították alacsony Föld körüli pályára (LEO = Low-Earth Orbit). Az orbitális pályája 95,30 perces, 32,8 fokos hajlásszögű, elliptikus pálya perigeuma 522 kilométer, az apogeuma 553 kilométer volt.
Tömege 208 kilogramm. Mérési adatait magnóra rögzítette, illetve közvetlenül a földi állomásokra továbbította. 1963. augusztus 6-án befejezte aktív szolgálatát.
1981. október 8-án 7154 nap (19,59 év) után belépett a légkörbe és megsemmisült.